# Улм (Монтана)
Улм (енгл. Ulm) насељено је место без административног статуса у америчкој савезној држави Монтана.

## Демографија
По попису из 2010. године број становника је 738, што је 12 (-1,6%) становника мање него 2000. године.
| Група             | 2000.       | 2010.       |
| Белци             | 731 (97,5%) | 679 (92,0%) |
| Афроамериканци    | 0 (0,0%)    | 0 (0,0%)    |
| Азијати           | 1 (0,1%)    | 0 (0,0%)    |
| Хиспаноамериканци | 8 (1,1%)    | 12 (1,6%)   |
| Укупно            | 750         | 738         |